# Ralf Hantschke
Ralf Hantschke (* 27. Mai 1965 in Bad Muskau, DDR) ist ein ehemaliger deutscher Eishockeyspieler und war über viele Jahre Manager bei den Lausitzer Füchsen in Weißwasser/Oberlausitz.

## Karriere
Hantschke lernte das Eishockeyspielen bei Dynamo Weißwasser in der DDR. Seit 1984 stand der Linksschütze im Kader der Mannschaft, spielte als Stürmer in der höchsten Liga der DDR und wurde mit ihr 1988/89 und 1989/1990 DDR-Eishockeymeister. Als die beiden DDR-Mannschaften Dynamo Weißwasser als PEV Weißwasser und Dynamo Berlin als EHC Dynamo Berlin zur Saison 1990/91 in die Eishockey-Bundesliga aufgenommen wurden, spielte er dort zwei weitere Jahre für Weißwasser, bevor er zur Saison 1992/93 zum EV Landshut wechselte. Für Landshut spielte er zwei Spielzeiten in der Bundesliga und zwei weitere Jahre bis 1996 in der neu gegründeten Deutschen Eishockey Liga (DEL). Für die Saison 1996/97 wechselte er zu den Newcastle Cobras in die höchste britische Liga Ice Hockey Superleague. Von 1997 bis 2001 spielte er mit den Frankfurt Lions erneut in der DEL. Diese schieden jedoch mehrfach im Halbfinale gegen den späteren Deutschen Meister aus. Anschließend spielte er für den unterklassigen EHC Leipziger Eislöwen die Saisons 2002/03 in der Sachsenliga und 2003/04 in der Regionalliga, wo er seine aktive Karriere als Spieler beendete.
Hantschke kehrte danach zu seinen Wurzeln nach Weißwasser zurück und war von 2008 bis 2016 Sportlicher Leiter und Manager des EHC Lausitzer Füchse.  Zwischen 2016 und 2017 arbeitete er als Nachwuchsleiter bei Eissport Weißwasser.  Seit 2017 ist er als Geschäftsführer des EV Landshut tätig und übernahm 2022 zusätzlich die Aufgaben als sportlicher Leiter. 

### International
Hantschke nahm mit der Eishockeynationalmannschaft der DDR an der Weltmeisterschaft 1985 sowie den B-Weltmeisterschaften 1986, 1987, 1989 und 1990 teil.

## Erfolge und Auszeichnungen
- 1985 Bester Torschütze des internationalen Sowetski-Sport-Pokals
- 1989 DDR-Meister mit der SG Dynamo Weißwasser
- 1990 DDR-Meister mit der SG Dynamo Weißwasser

## Karrierestatistik

### International
(Legende zur Spielerstatistik: Sp oder GP = absolvierte Spiele; T oder G = erzielte Tore; V oder A = erzielte Assists; Pkt oder Pts = erzielte Scorerpunkte; SM oder PIM = erhaltene Strafminuten; +/− = Plus/Minus-Bilanz; PP = erzielte Überzahltore; SH = erzielte Unterzahltore; GW = erzielte Siegtore; 1 Play-downs/Relegation; Kursiv: Statistik nicht vollständig)